# カルロス・ドミンゲス・ドミンゲス
カルリートス（Carlitos）ことカルロス・ドミンゲス・ドミンゲス（Carlos Domínguez Domínguez、1976年9月18日 - ）は、スペイン・アンダルシア州マイレナ・デル・アルハラフェ出身の元サッカー選手。現役時代のポジションはFW。

## 経歴
セビージャFCのカンテラ出身。1995-96シーズン、背番号18でトップチームへの昇格が決定すると、同シーズンの開幕節CDテネリフェ戦で81分に途中交代でラ・リーガデビューを果たした。翌シーズンは、冬の移籍市場でセグンダ・ディビシオンのRCDマジョルカにシーズン終了までレンタル移籍をした。
1998-99シーズンの開幕前、マジョルカへの完全移籍が決定した。加入2シーズン目にリーグ戦で挙げた9得点を除くと在籍5シーズンで5得点超えを達成したシーズンはなかった。一方でクラブは成功を治め、2度のタイトルを獲得した。
マジョルカ退団後は、古巣セビージャやエルクレスCFに短期間在籍したが、目立った活躍は残せなかった。

## タイトル

### クラブ
RCDマジョルカ
- コパ・デル・レイ : 1回 (2002-03)
- スーペルコパ・デ・エスパーニャ : 1回 (1998)

### 代表
U-18スペイン代表
- UEFA U-18欧州選手権 : 1回 (1995)